# Isolachus spinosus
Genre
Espèce
Isolachus spinosus, unique représentant du genre Isolachus, est une espèce d'opilions laniatores de la famille des Cladonychiidae.

## Distribution
Cette espèce est endémique d'Oregon aux États-Unis. Elle se rencontre dans le comté de Clatsop dans le parc d'État de Saddle Mountain.

## Description
La femelle holotype mesure 2,80 mm.

## Publication originale
- Briggs, 1971 : « Relict harvestmen from the Pacific Northwest (Opiliones). » The Pan-Pacific Entomologist, vol. 47, no 3, p. 165-178 (texte intégral).